# Комплекс з виробництва добрив у Халдія (HFC)
Комплекс з виробництва добрив у Халдія (HFC) – колишнє підприємство хімічної промисловості в індійському штаті Західна Бенгалія. 
Основними напівфабрикатами майданчику в Халдія були аміак (добова продуктивність установки 600 тон) та сульфатна кислота (240 тон на добу), що далі мали частково перетворюватись на нітратну кислоту (475 тон) та фосфатну кислоту (100 тон, отримують обробкою фосфоритів сульфатною кислотою). Кінцевою продукцією виступали кілька видів добрив, як то: 
- 500 тон на добу сечовини (виробляється з аміаку);
- 400 тон на добу сульфату амонію (отримують шляхом реакції аміаку та сульфатної кислоти);
- 1600 тон на добу комплексного азотно-фосфорно-калійного добрива (NPK, потребує дододавання до сполук нітратної та фосфатної кислоти хлориду калію).
Крім того, майданчик мав щодобово випускати 200 тон кальцинованої соди (найпоширеніший в світі метод її отримання передбачає використання аміаку) та 125 тон метанолу.
Сировиною для виробництва аміаку мала бути суміш легких вуглеводнів – naphtha (також відома як цінна сировина для установок парового крекінгу), що могла надходити із розташованого біч-о-біч нафтопереробного заводу.
Є відомості, що щонайменше частина виробництв комплексу досягла будівельної готовності вже у 1979 році. Втім, із введенням їх в експлуатацію виникли проблеми, зокрема, оскільки при розробці проекту відмовились від генпідрядника та придбали технології у щонайменше 15 ліцензіарів. Цехи з виробництва нітратної, сульфатної та фосфорної кислот ввели в дію лише в 1983-му, втім, комплекс по-справжньому так і не запрацював через проблеми із постачанням електроенергії.
У 1986-му виробничий процес нарешті запустили. Того ж року стався вибух кисневого компресору, який виявився незастрахованим. Проектом опікувалась державна компанія Hindustan Fertilizer Corporation, що знаходилась у важкому фінансовому стані та не змогла подолати наслідки навіть цієї аварії. В подальшому обладнання та споруди заводу були демонтовані, а частину його території використали для розміщення нафтохімічного виробництва сусіднього НПЗ.